# 山野内村
山野内村（やまのうちむら）は、かつて岐阜県土岐郡に存在した村。
現在の瑞浪市明世町山野内に該当する。

## 歴史
- 1889年（明治22年）7月1日 - 町村制により山野内村が発足。
- 1897年（明治30年）4月1日 - 河合村、戸狩村、月吉村と合併し明世村が発足。同日山野内村は廃止。